# Bačko-bodroška županija
Bačko-bodroška županija (nje. Komitat Bács-Bodrog, mađ. Bács-Bodrog vármegye) je bila jedna od pograničnih županija Austro-Ugarske monarhije koja se prostirala na površini koja otprilike odgovara ukupnoj površini srednjovjekovnih ugarskih županija: Bačkoj županiji i Bodroškoj županiji

## Zemljopis
Ova županija graničila je s mađarskim županijama Baranjskom, Peštansko-piliško-šoltsko-kiškunskom, Čongradskom županijom i Torontalskom županijom te hrvatsko-slavonskom županijom Srijemskom županijom. 

Županija se protezala između Dunava na zapadu i jugu i Tise na istoku. Pokrivala je površinu od 10.362 km2, a 1910. je imala 812.400 stanovnika.

## Povijest
Bodrog su uništili Mongoli još od ranije i premda je kasnije bio obnovljen, danas su ruševine pod vodom Dunava. Dok su tvrđavu Bač opet razorili Turci, a Bač gradić (koji je u blizini ruševina nekadašnje tvrđave) postoji i danas.
Bačko-bodroška županija je bila stvorena 1802. godine tek nakon Velikog bečkog rata, spajanjem Bačke i Bodroške županije.
U početku mu je administrativni centar bio riječni gradić Baja na Dunavu, dok mu je centar kasnije bio premješten u grad Sombor, što je onda tako i ostalo do kraja I. svjetskog rata, kada je Austro-Ugarska ukinuta.

## Stanovništvo
Prema popisu stanovništva u Kraljevini Ugarskoj 1910. sprovedenom po spornoj metodologiji, nacionalni sastav je bio:
| Nacionalnost | Nacionalnost | Nacionalnost |
| Kotar        | Popis 1900.  | Popis 1910.  |
| ------------ | ------------ | ------------ |
| Mađari       | 244.920      | 267.714      |
| Nijemci      | 179.509      | 178.950      |
| Hrvati       | 319          | 520          |
| Slovaci**    | 28.330       | 28.501       |
| Rumunji      | 282          | 189          |
| Rusini       | 9.759        | 10.400       |
| Srbi         | 113.940      | 117.854      |
| ostali *     | 26.861       | 28.432       |

- Bunjevački Hrvati, šokački Hrvati, bošnjački Hrvati itd.